# 圣乔治-卡纳韦塞
圣乔治-卡纳韦塞（義大利語：San Giorgio Canavese）是意大利都灵省的一个市镇。总面积20.36平方公里，人口2692人，人口密度132.2人/平方公里（2009年）。ISTAT代码为001244。

## 經濟

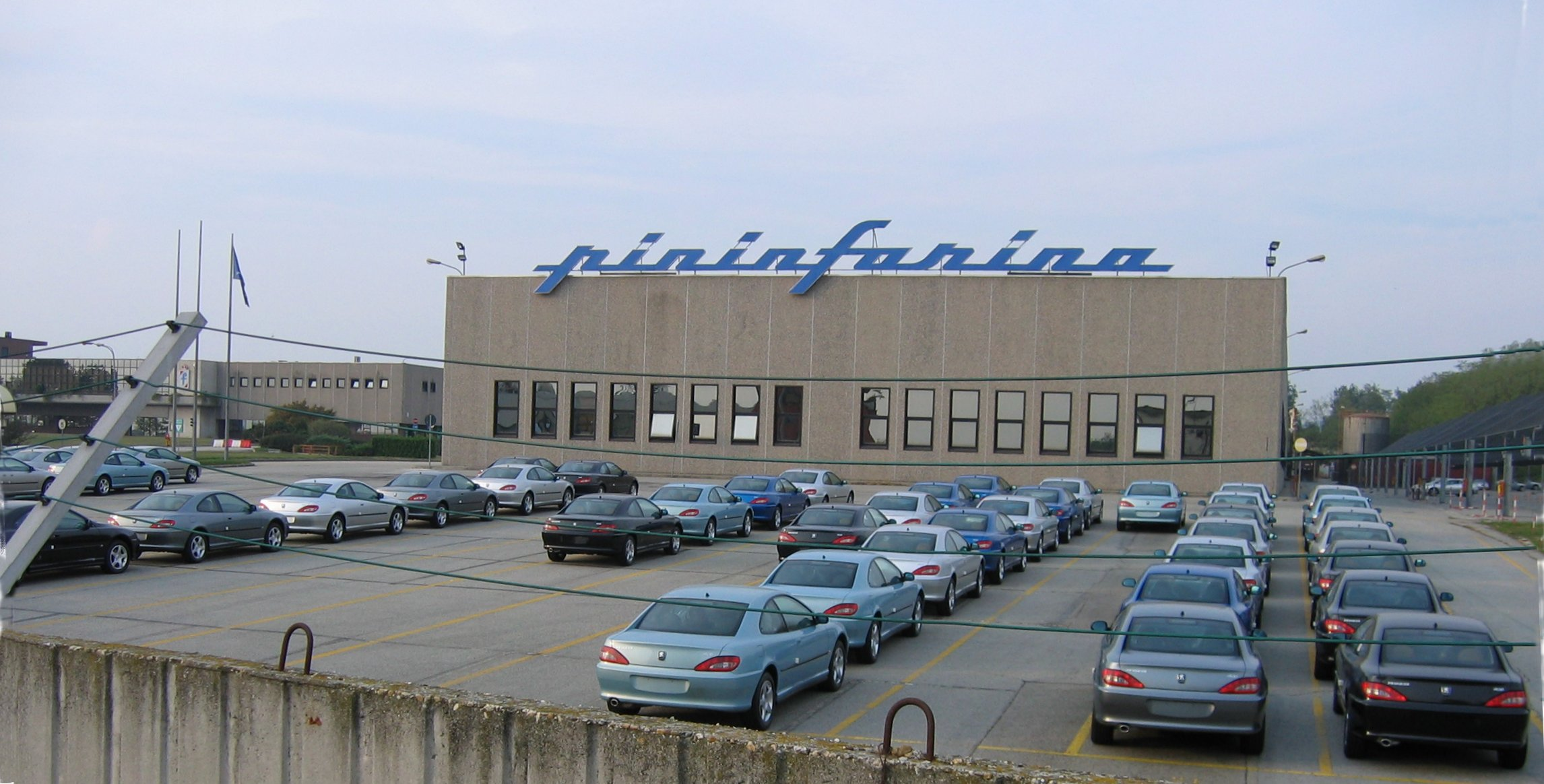
宾尼法利纳車廠

宾尼法利纳於圣乔治-卡纳韦塞所設的車廠曾生產過法拉利Testarossa及標緻406Coupé等經典的車款。